# دانشگاه فدرال فناوری اکوره

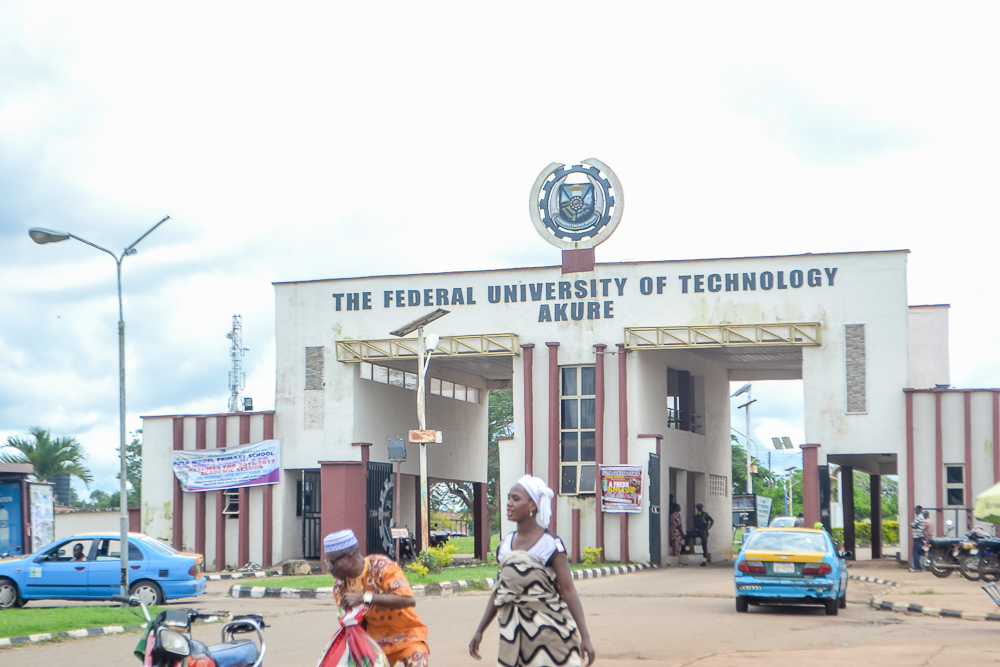

دانشگاه فدرال فناوری اکوره (به‌طور غیررسمی FUT Akure یا به سادگی FUTA) در سال 1981 تحت تلاش دولت نیجریه برای ایجاد دانشگاه‌هایی که در تولید فارغ التحصیلان با دانش عملی و نظری فن آوری تخصص داشتند، تأسیس شد. این دانشگاه در آکوره، مرکز ایالت اوندو واقع شده‌است.
دانشکده محاسبات دانشگاه (به اختصار SOC) در سال ۲۰۱۸ تأسیس شد، این دانشکده برای پاسخگویی به نیازهای بخش‌هایی ایجاد شد که بیشتر به علوم کامپیوتر مرتبط بودند تا علوم عمومی.